# Audra Lindley
Audra Lindley (Los Angeles, 24 settembre 1918 – Los Angeles, 16 ottobre 1997) è stata un'attrice statunitense.

## Biografia
Interpretò il ruolo di Helen Roper per quattro stagioni nel telefilm Tre cuori in affitto (1976-1982) e nello spin-off intitolato proprio I Roper (1979-1980), remake della serie britannica George e Mildred, con Norman Fell nel ruolo del marito Stanley.
Morì nel 1997 di leucemia.

## Filmografia parziale

### Cinema
- Fulminati (Manpower), regia di Raoul Walsh (1941) – non accreditata
- Un piede in paradiso (One Foot in Heaven), regia di Irving Rapper (1941) – non accreditata
- L'uomo questo dominatore (The Male Animal), regia di Elliott Nugent (1942) – non accreditata
- Taking Off, regia di Miloš Forman (1971)
- Il rompicuori (The Heartbreak Kid), regia di Elaine May (1972)
- Cannery Row, regia di David S. Ward (1982)
- Amici come prima (Best Friends), regia di Norman Jewison (1982)
- Cuori nel deserto (Desert Hearts), regia di Donna Deitch (1985)
- In campeggio a Beverly Hills (Troop Beverly Hills), regia di Jeff Kanew (1989)
- New Age - Nuove tendenze (The New Age), regia di Michael Tolkin (1994)
- A rischio della vita (Sudden Death), regia di Peter Hyams (1995)
- Relic - L'evoluzione del terrore (The Relic), regia di Peter Hyams (1997)

### Televisione
- Lights Out – serie TV, episodio 4x13 (1951)
- The Alcoa Hour – serie TV, 2 episodi (1955-1957)
- La città in controluce (Naked City) – serie TV, episodi 3x07-3x18-4x10 (1961-1962)
- Aspettando il domani (Search for Tomorrow) – soap opera, puntate sconosciute (1962)
- Ai confini della notte (The Edge of Night) – soap opera, puntate sconosciute (1962)
- Destini (Another World) – soap opera, 215 puntate (1964-1969)
- Bridget Loves Bernie – serie TV, 24 episodi (1972-1973)
- Fay – serie TV, 8 episodi (1975-1976)
- Tre cuori in affitto (Three's Company) – serie TV, 52 episodi (1977-1979; 1981)
- Love Boat (The Love Boat) – serie TV, 8 episodi (1977-1981)
- I Roper (The Ropers) – serie TV, 28 episodi (1979-1980)
- I racconti della cripta (Tales form the Crypt) – serie TV, episodio 1x06 (1989)
- La signora in giallo (Murder, She Wrote) – serie TV, episodio 12x05 (1995)
- Friends – serie TV, episodio 2x09 (1995)
- Cybill – serie TV, 4 episodi (1996-1998)